# Hordînea, Sambir
Hordînea (în ucraineană Гординя) este o comună în raionul Sambir, regiunea Liov, Ucraina, formată numai din satul de reședință.

## Demografie
Componența lingvistică a comunei Hordînea
     Ucraineană (99,49%)
     Alte limbi (0,51%)
Conform recensământului din 2001, majoritatea populației comunei Hordînea era vorbitoare de ucraineană (99,49%), existând în minoritate și vorbitori de alte limbi.